# Студена (Хасковська область)
Студе́на (болг. Студена) — село в Хасковській області Болгарії. Входить до складу общини Свиленград.

## Населення
За даними перепису населення 2011 року у селі проживали 557 осіб.
Національний склад населення села:
| Національність   | Кількість осіб | Відсоток |
| ---------------- | -------------- | -------- |
| болгари          | 505            | 91,8%    |
| цигани           | 44             | 8,0%     |
| турки            | 0              | 0%       |
| Всього відповіли | 550            |          |

Розподіл населення за віком у 2011 році:
Динаміка населення: